# Diclidia undata
Diclidia undata es una especie de coleóptero de la familia Scraptiidae.

## Distribución geográfica
Habita en Guatemala.